# Inspectie Invoerrechten & Accijnzen (Venlo)
De voormalige Inspectie Invoerechten en Accijnzen is een monumentaal pand in de Nederlandse plaats Venlo. Het staat aan de Kaldenkerkerweg 56 ten zuidoosten van station Venlo.

## Geschiedenis
In de tweede helft van de 19e of eerste helft van de 20e eeuw werd het pand gebouwd naar het ontwerp van de architect Henri Seelen en gebruikt door de Inspectie der Invoerrechten en Accijnzen.

## Bouwwerk
Het pand is opgetrokken in baksteen in neoclassicisme- en neorenaissance-stijl en heeft twee bouwlagen met dakverdieping. De frontgevel heeft vier asymmetrische traveeën.